# Револуционарни комитет Куоминтанга
Револуционарни комитет Куоминтанга (упрош: 中国国民党革命委员会; трад: 中國國民黨革命委員會; пин: Zhōngguó Guómíndǎng Gémìngwěiyuánhuì) је једна од осам регистрованих политичких партија (заједно с КП Кине) у Народној Републици Кини.
Партију су 1948. године основали лево оријентисани чланови Куоминтанга током трајања Кинеског грађанског рата, односно они који су се противили политици тадашњег председника Републике Кине, Чанг Кај Шека. Њено чланство сматра се истинским наследницима политике Суена Јатсена. До 2012. године, партија је имала 101.865 чланова.
Од свих партија које делују у НР Кини, Револуционарни комитет Куоминтанга има незваничан статус „друге по реду“ партије после Комунистичке партије Кине. Сем тога, Револуционарни комитет је друга партија по бројчаној заступљености (након КП Кине) у Народној политичкој консултативној конференцији Кине, са 30% посланичких места.